# Danville (Kansas)
Danville es una ciudad ubicada en el de condado de Harper en el estado estadounidense de Kansas. En el año 2010 tenía una población de 38 habitantes y una densidad poblacional de 190 personas por km².

## Geografía
Danville se encuentra ubicada en las coordenadas 37°17′12″N 97°53′34″O / 37.28667, -97.89278 (37.286771, -97.892715).

## Demografía
Según la Oficina del Censo en 2000 los ingresos medios por hogar en la localidad eran de $20,313 y los ingresos medios por familia eran $19,583. Los hombres tenían unos ingresos medios de $35,625 frente a los $0 para las mujeres. La renta per cápita para la localidad era de $10,743. Alrededor del 12.2% de la población estaban por debajo del umbral de pobreza.